# Чапкович, Йозеф
Йозеф Чапкович (словац. Jozef Čapkovič; 11 января 1948, Братислава) — чехословацкий футболист, защитник и полузащитник.
В составе сборной Чехословакии становился чемпионом Европы 1976 года. Его брат-близнец Ян Чапкович также был футболистом и выступал за сборную Чехословакии.

## Карьера
Начинал карьеру в «Интере», а с 1969 года вместе с братом играл за «Слован». В составе «Слована» выиграл Кубок обладателей кубков 1968/69, а также три раза становился чемпионом Чехословакии. Всего в первой лиге провёл 268 матчей.
За сборную играл с 1974 по 1977 год, провёл 16 матчей.